# Walt Hansgen
Walter Hansgen (ur. 28 października 1919 w Westfield, zm. 7 kwietnia 1966 w Orleanie) – amerykański kierowca wyścigowy. Karierę zaczynał w wyścigach ulicznych, w 1961 roku w wieku 41 lat zadebiutował w Formule 1. Zmarł podczas testów Forda GT40 w 1966 roku.

## Kariera
Hangsen, czterokrotny mistrz wyścigów ulicznych organizacji SCCA, uczestniczył w dwóch wyścigach Formuły 1. Łącznie zdobył dwa punkty. W 1964 MG-Offenhauserem w wyścigu Indianapolis 500 był 13, a rok później – czternasty.
Uczestniczył w kilku wyścigach 24h Daytona, 24h Le Mans i 12h Sebring.
Zginął wskutek wypadku 3 kwietnia 1966, prowadząc podczas testów na torze Circuit de la Sarthe przerobionego Forda GT40 z silnikiem o pojemności 7 litrów. Na mokrym torze, na skutek aquaplaningu, stracił kontrolę nad pojazdem i wypadł z toru.

## Wyniki
| Legenda oznaczeń w tabelach wyników Wyświetl szablon na nowej stronie | Legenda oznaczeń w tabelach wyników Wyświetl szablon na nowej stronie                                                                     |
| Oznaczenie                                                            | Wyjaśnienie |
| --------------------------------------------------------------------- | --- |
| Złoty                                                                 | Zwycięzca lub mistrzostwo |
| Srebrny                                                               | 2. miejsce lub wicemistrzostwo |
| Brązowy                                                               | 3. miejsce lub II wicemistrzostwo |
| Zielony                                                               | Ukończył, punktował (w klasyfikacji generalnej, gdy zdobył co najmniej jeden punkt na przestrzeni sezonu, poza trzema powyższymi opcjami) |
| Niebieski                                                             | Ukończył, nie punktował (w klasyfikacji generalnej, gdy nie zdobył co najmniej jednego punktu na przestrzeni sezonu)                      |
| Czerwony                                                              | Nie zakwalifikował się (NZ) |
| Czerwony                                                              | Nie prekwalifikował się (NPK) |
| Różowy                                                                | Nie ukończył (NU) |
| Różowy                                                                | Niesklasyfikowany (NS) (w klasyfikacji generalnej, gdy nie został sklasyfikowany w żadnym wyścigu sezonu)                                 |
| Czarny                                                                | Zdyskwalifikowany (DK) |
| Czarny                                                                | Wykluczony (WYK/EX) |
| Biały                                                                 | Nie wystartował (NW) |
| Biały                                                                 | Kontuzjowany (K/INJ) |
| Biały                                                                 | Wyścig odwołany (OD/C) |
| Bez koloru                                                            | Został wycofany (WYC/WD) |
| Bez koloru                                                            | Nie przybył (NP/DNA) |
| Bez koloru                                                            | Nie brał udziału w treningach (NT/DNP) |
| Bez koloru                                                            | Nie został zgłoszony (–) |
| Pogrubienie                                                           | Start z pole position |
| Kursywa                                                               | Najszybsze okrążenie wyścigu |
| †                                                                     | Nie ukończył, ale jego rezultat został zaliczony ze względu na przejechanie więcej niż 90% dystansu wyścigu.                              |
| *                                                                     | Sezon w trakcie |
| 1/2/3                                                                 | Punktowana pozycja w sprincie kwalifikacyjnym                                                                                             |
| Lista systemów punktacji Formuły 1                                    | |

### Formuła 1
| Rok  | Zespół           | Samochód   | Silnik    | 1   | 2   | 3   | 4   | 5   | 6   | 7   | 8      | 9      | 10     | Msc. | Pkt. |
| ---- | ---------------- | ---------- | --------- | --- | --- | --- | --- | --- | --- | --- | ------ | ------ | ------ | ---- | ---- |
| 1960 | Momo Corporation | Lotus 18   | Climax R4 | ARG | MCO | 500 | NLD | BEL | FRA | GBR | PRT    | ITA    | USA WD | –    | 0    |
| 1961 | Momo Corporation | Cooper T53 | Climax R4 | MCO | NLD | BEL | FRA | GBR | DEU | ITA | USA NU |        |        | –    | 0    |
| 1963 | Walt Hansgen     | Lotus 24   | Climax V8 | MCO | BEL | NLD | FRA | GBR | DEU | ITA | USA WD | MEX WD | ZAF    | –    | 0    |
| 1964 | Team Lotus       | Lotus 33   | Climax V8 | MCO | NLD | BEL | FRA | GBR | DEU | AUT | ITA    | USA 5  | MEX    | 16   | 2    |

### Indianapolis 500
| Rok  | Nr | Kwalifikacje | Wynik | Okr. | Lider | Uwagi       |
| ---- | -- | ------------ | ----- | ---- | ----- | ----------- |
| 1964 | 53 | 10           | 13    | 176  | 0     |             |
| 1964 | 53 | 21           | 14    | 117  | 0     | przegrzanie |

### 24h Le Mans
| Rok  | Msc.  | Kat.    | Nr | Zespół               | Kierowcy                    | Samochód                  | Silnik           | Okr. |
| ---- | ----- | ------- | -- | -------------------- | --------------------------- | ------------------------- | ---------------- | ---- |
| 1959 | 44 NU | S 3.0   | 2  | Brian Lister         | Walt Hansgen/ Peter Blond   | Lister LM                 | Jaguar 3.0 R6    | 52   |
| 1960 | 43 NU | S 3.0   | 6  | Briggs S. Cunningham | Dan Gurney/ Walt Hansgen    | Jaguar D-Type 2A          | Jaguar 3.0 R6    | 89   |
| 1961 | 50 NU | S 3.0   | 6  | Briggs S. Cunningham | Walt Hansgen/ Bruce McLaren | Maserati Tipo 63          | Maserati 3.0 V12 | 31   |
| 1962 | 25 NU | E +3.0  | 2  | Briggs S. Cunningham | Bruce McLaren/ Walt Hansgen | Maserati Tipo 151/1       | Maserati 3.9 V8  | 177  |
| 1963 | 45 NU | GT +3.0 | 14 | Briggs S. Cunningham | Walt Hansgen/ Augie Pabst   | Jaguar E-Type Lightweight | Jaguar 3.8 R6    | 8    |